# Telaranea ophiria
Telaranea ophiria là một loài rêu tản trong họ Lepidoziaceae. Loài này được (Gottsche ex Stephani) J.J. Engel & G.L. Merr. mô tả khoa học lần đầu tiên năm 2004.